# ¿Y cómo es él?
Singles de José Luis Perales
Por amor
(1981) Mientras duermen los niños
(1986)
¿Y cómo es él? (en français Et comment est-il ?) est une chanson espagnole composée en 1981 par José Luis Perales (chez Hispa Vox / Polydor). Il est sorti en tant que deuxième single recto-verso de son huitième album Entre el agua y el fuego (1982).
Le single a été initialement écrit pour Julio Iglesias en guise de refonte pour son ex-femme Isabel Preysler, mais Iglesias n'a jamais enregistré sa version, l'auteur a donc publié un double single pour son nouvel album.
L'Espagnol Raphael et l'Américano-Portoricain Marc Anthony (2010), parmi d'autres, ont interprété leurs versions.